# Hemiceras ursara
Hemiceras ursara är en fjärilsart som beskrevs av William Schaus 1928. Hemiceras ursara ingår i släktet Hemiceras och familjen tandspinnare. Inga underarter finns listade i Catalogue of Life.